# Volkan Okumak
Volkan Okumak (sinh 10 tháng 8 năm 1989) là một cầu thủ bóng đá Thổ Nhĩ Kỳ thi đấu ở vị trí tiền vệ trái cho Giresunspor. Anh ra mắt Süper Lig ngày 16 tháng 8 năm 2013.